# Передвижная телевизионная станция

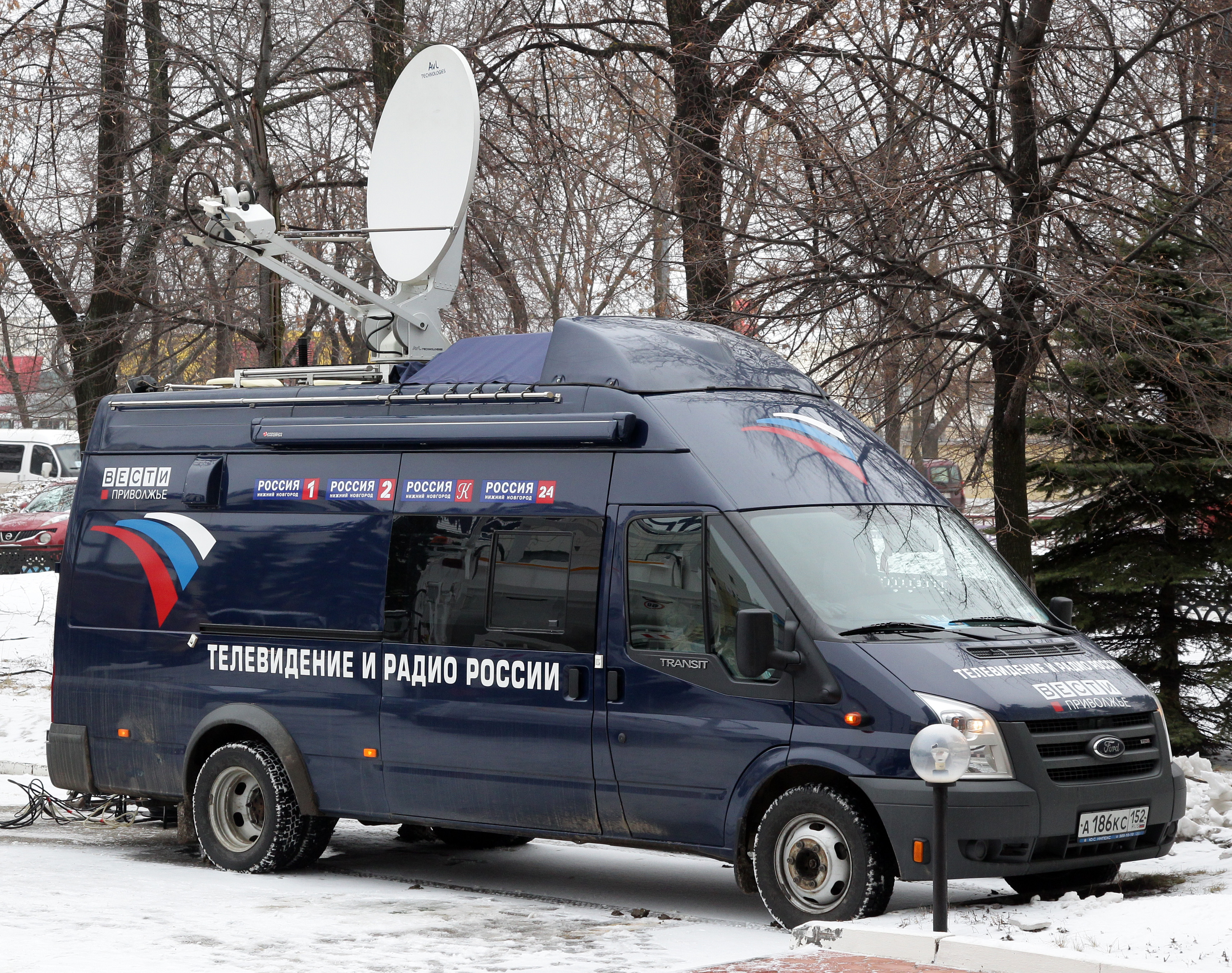
Передвижная станция Государственной телерадиокомпании «Нижний Новгород»

Передвижная телевизионная станция — грузопассажирское транспортное средство, предназначенное для съёмки телевизионных передач за пределами стационарных студий. Предназначена как для транспортировки съёмочной группы и телепередающей аппаратуры к месту съёмки, так и для осуществления процесса съёмки и передачи телевизионного сигнала на центральную телестудию.

## Состав

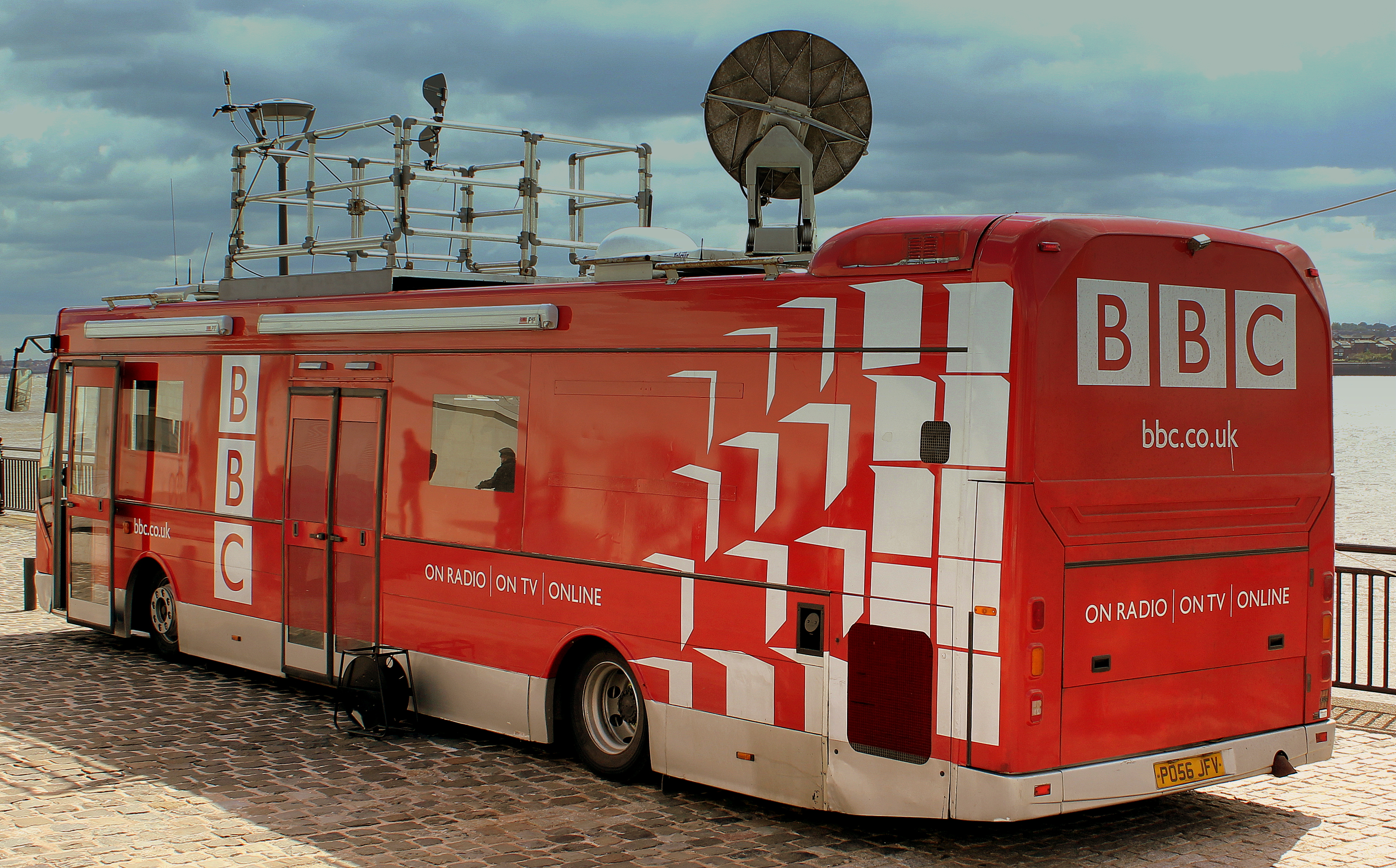
Передвижная телевизионная станция BBC

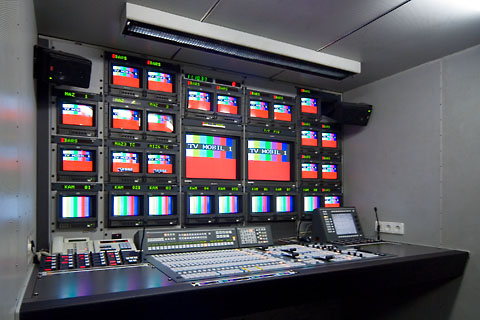
Пульт видеорежиссёра и видеомикшер в передвижной телевизионной станции

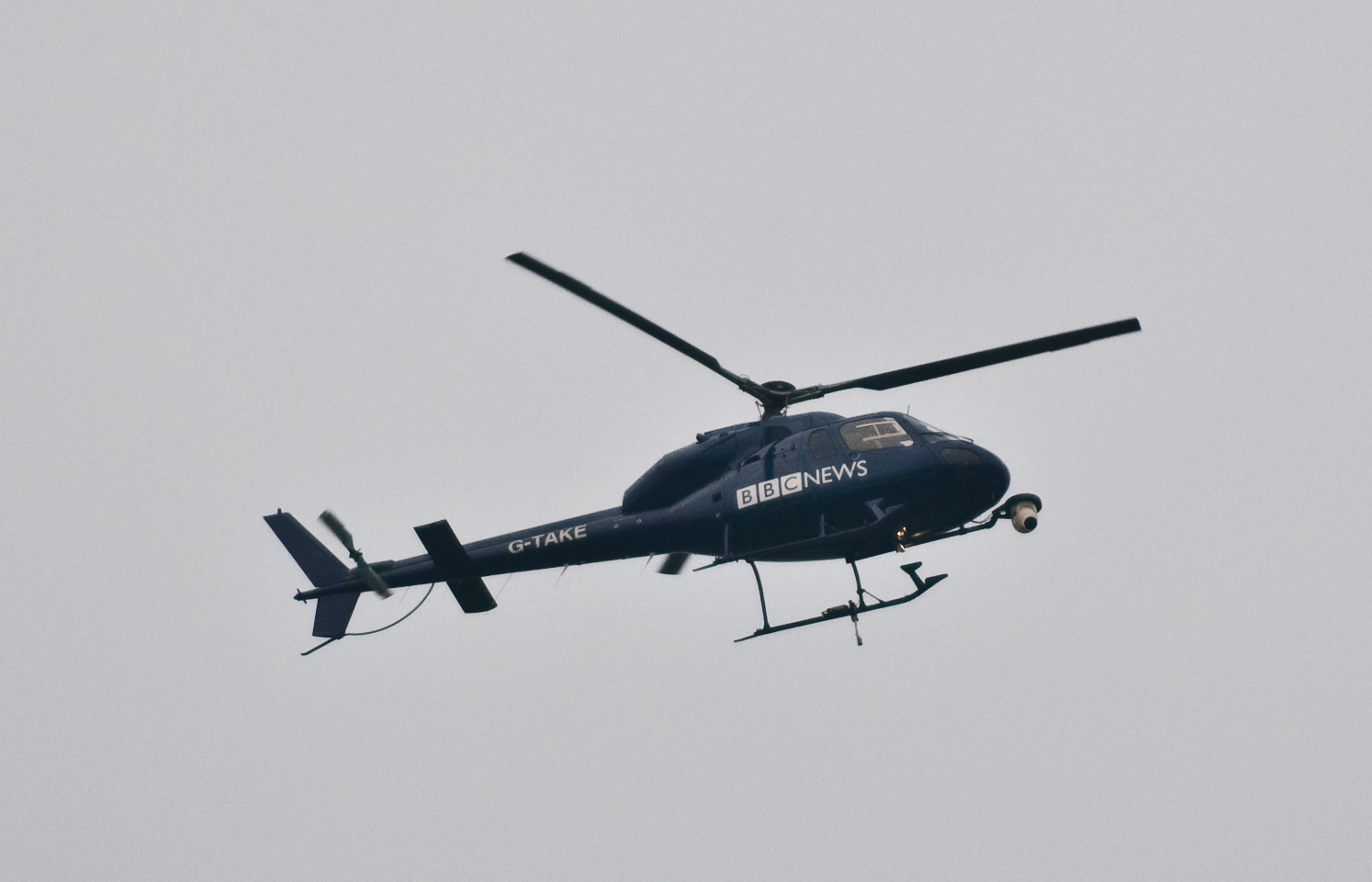
Репортажный вертолёт BBC

В состав передвижных телестанций входит:
- Камеры и принадлежности к ним;
- Осветительная аппаратура;
- Звукозаписывающая аппаратура;
- Аппаратура видеозаписи, видеомонтажа, коммутации телевизионного сигнала;
- Аппаратура для передачи сигнала на телецентр, аппаратура технологической связи;
- Передвижная электростанция (лихтваген);
- Комплект питающих и сигнальных кабелей;
- Помещения режиссёра, звукотехника и т. д.

## История ПТС в СССР
С начала развития телевидения никто не сомневался в том, что внестудийное телевещание — один из важнейших источников информации: оно позволяло сделать телезрителей очевидцами фестивалей, спортивных состязаний, концертов и т. п.

### Первая московская ПТС
Первая попытка создания передающей аппаратуры для внестудийного ТВ-вещания в Москве была предпринята еще в конце 30-х годов, когда лаборатория МТЦ (руководитель А. П. Чернышев) начала проектировать ПТС для передач с открытых площадок. Однако, Великая Отечественная война вынудила прекратить эти работы.

С. В. Новаковский, главный инженер МТЦ

В 1948 г. работниками Московского телевизионного центра (МТЦ) – главным инженером С. В. Новаковским и старшим инженером Л. Н. Шверник – было привезено из США мобильное ТВ-оборудование, приобретенное у фирмы RCA. Помимо этого были привезены маломощные отражательные клистроны для построения отечественной радиорелейной линии (РРЛ) для передачи сигнала при внестудийном ТВ-вещании. Появление новой техники в МТЦ было своего рода технической сенсацией. Действительно, в ТВ-камерах использовался новый и наиболее
чувствительный тип передающих ТВ-трубок – суперортикон, с которым наши специалисты на практике еще не были знакомы. Возможность получения ТВ-изображения хорошего качества при обычных условиях освещения в закрытых помещениях, когда в студии для этого требовалась освещенность в несколько тысяч люкс, безусловно, свидетельствовала о новом качественном скачке технического уровня передающей ТВ-техники. Особенностью мобильного ТВ-оборудования фирмы RCA была чемоданная конструкция всех (кроме ТВ-камер) блоков аппаратуры, что позволяло оперативно перевозить технику любым видом транспорта, переносить в любые помещения и буквально за полчаса коммутировать весь комплекс оборудования к работе. В состав оборудования входили: две камеры; два блока управления и контроля камеры; два блока питания камерного канала; блок коммутации камерных каналов, линейного видеоусилителя, служебной связи с камерами и их общий блок питания; синхрогенератор (генератор синхроимпульсов, ГС), состоящий из двух блоков (задающих и формирующих импульсов); главный (выходной) ТВ-монитор. В общей сложности оборудование состояло из одиннадцати основных узлов.
В 1949 году под руководством С.В. Новаковского началась разработка первой в мире двухкамерной (на передающих трубках
типа суперортикон) передвижной ТВ-станции (ПТС) в стандарте 625 строк. Первые технические пробы проводились в Москве на стадионе «Динамо». Для передачи ТВ-сигнала на МТЦ под трибунами стадиона смонтировали радиопередающее оборудование (разработки отдела производственных
лабораторий МТЦ) в дециметровом диапазоне (с водяным охлаждением мощных радиоламп). Это позволило с мая 1949 года начать пробные трансляции футбольных матчей. Однако, это ещё не было настоящей передвижной телевизионной станцией, так как для её организации требовались мобильная радиолиния и спецавтобус со стационарно размещённой аппаратурой. Практическая реализация этой идеи началась, когда на чехословацкой
выставке был приобретён большой пассажирский автобус фирмы «Шкода», на котором было размещено и смонтировано необходимое оборудование.

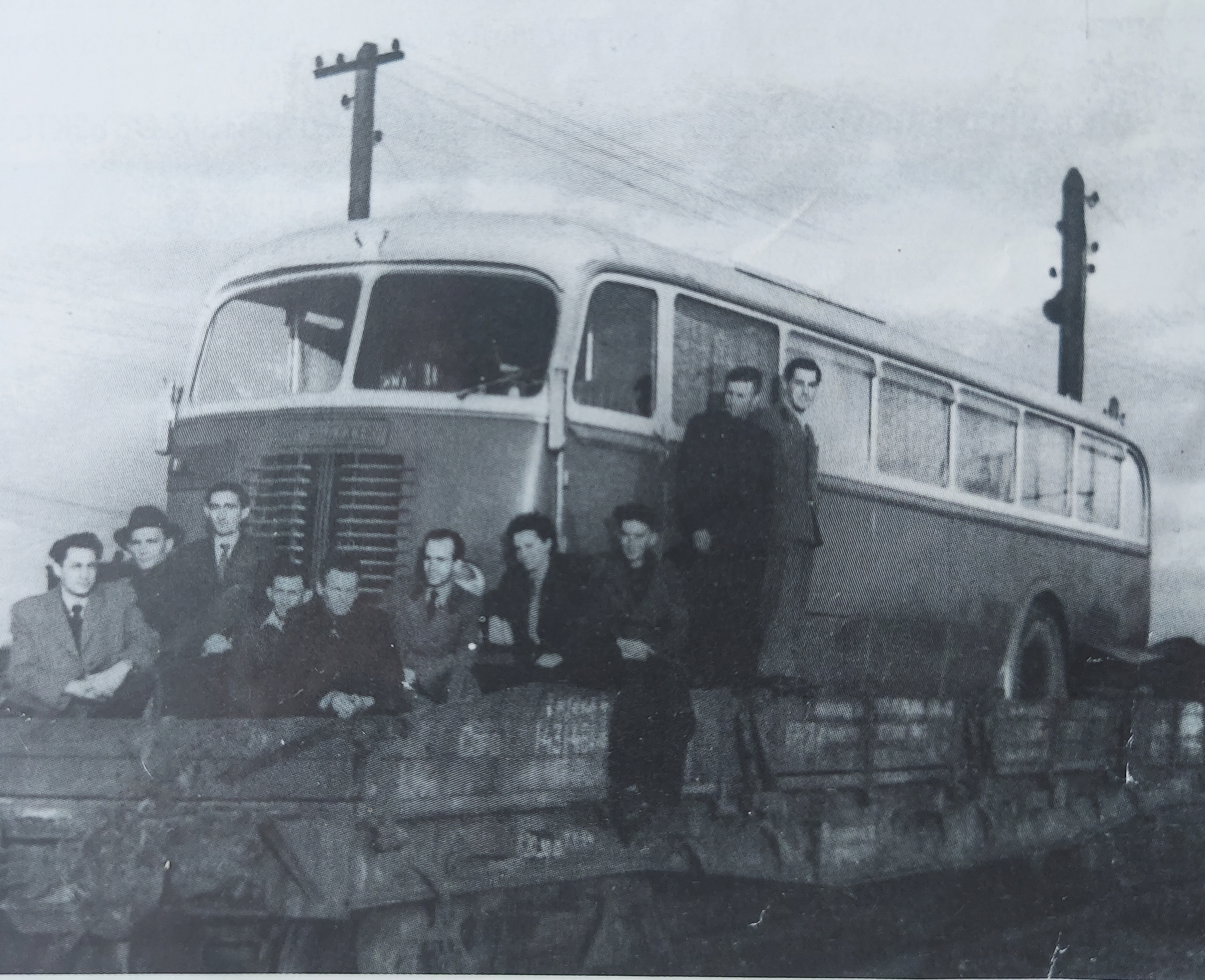
Отправка первой ПТС на станцию Ховрино

В составе ПТС было передающее оборудование РРЛ в трёхсантиметровом диапазоне, которое работало на маломощном отражательном клистроне, где для передачи сигнала использовалась параболическая антенна диаметром 1,5 м. Приём сигнала c ПТС из места трансляции осуществлялся с установленной приёмной антенны того же диаметра на вершине Шуховской башни при обязательной прямой видимости между антеннами. РРЛ была разработана в лаборатории МТЦ под руководством A.M. Варбанского. В случае отсутствия прямой видимости между объектом передачи и Шуховской башней использовались соседние высотные здания. Так, например, при передаче из трёхэтажного здания Колонного Зала Дома союзов антеннщикам-мачтовикам приходилось устанавливать антенну на крыше близлежащего 13-этажного здания Совета Министров СССР (ныне Государственной Думы РФ). В некоторых случаях, при отсутствии прямой видимости, для осуществления режима ретрансляции сигнала применялась автомобильная радиорелейная телевизионная установка, которая приезжала в пункт, откуда была прямая видимость как на антенну передатчика РРЛ ПТС, так и на принимающую антенну на вершине Шуховской башни.
ПТС-МТЦ официально была принята в эксплуатацию в марте 1950 г., хотя, как уже отмечалось, пробные передачи футбольных матчей начались с мая 1949
г. Первым начальником московской ПТС был назначен Л. С. Лейтес.

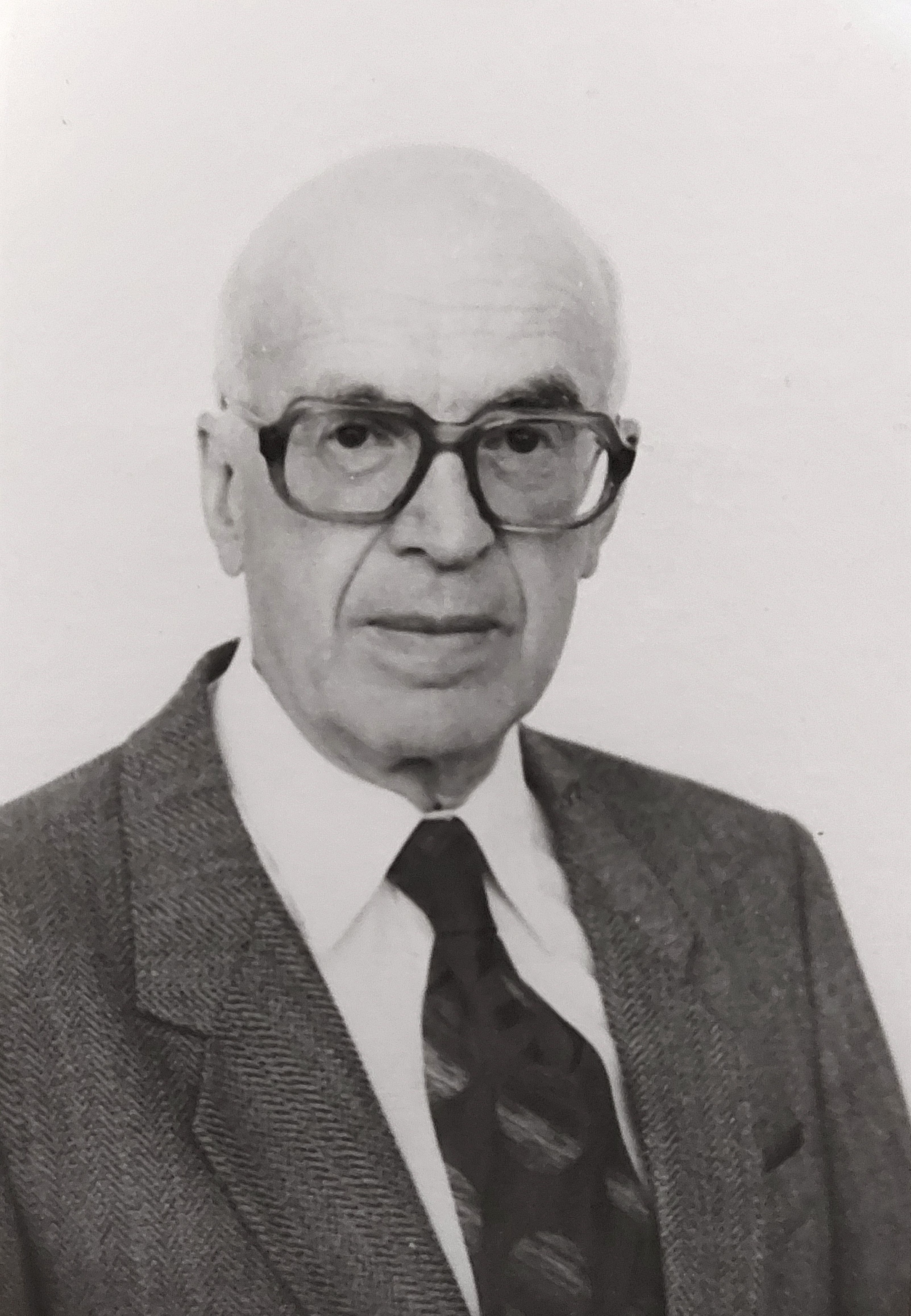
Л. С. Лейтес, начальник первой передвижной телевизионной станции, затем начальник отдела ПТС. С 1967г. главный инженер Центра передвижных технических средств телевидения (ЦПТСТ).

Теперь об основных недостатках и технических проблемах эксплуатации ПТС-МТЦ:
- отсутствие видеомикшера. В схеме блока линейного видеоусилителя был заложен только режим коммутации ТВ-камер без микширования;
- генераторы разверток передающих телевизионных трубок построены по схеме внешнего возбуждения. В камерах отсутствовали схемы защиты суперортиконов при неисправностях разверток. В генераторах строчной и кадровой развертки камеры отсутствуют задающие генераторы. Поэтому здесь синхронизирующие (ведущие) импульсы ГС являются задающими. Если ГС выключен, то развертка в камере не работает. Пропадание или искажение ведущих импульсов (обычно в камерном кабеле, например, при неплотном сочленении камерных разъемов и т. п.) приводило к прекращению или искажению отклоняющего тока и, как следствие, к прожиганию мишени суперортикона;
- наличие только двух камер. Специалисты НИИ-100 Минсвязи СССР (туда перешёл возглавлять отдел телевидения С. В. Новаковский) в довольно сжатые сроки сделали копию американского канала полностью на отечественных элементах. Среди больших энтузиастов этой работы были А. Н. Булдаков и С. И. Бляхер;
- трудности эксплуатации РРЛ. Отсутствие дистанционного управления приёмными антеннами, установленными на поворотных штативах на самой верхней площадке башни Шухова, не позволяло оперативно готовить внестудийные передачи. Каждой настройке РРЛ предшествовал 20-минутный подъём антенщика-мачтовика в облегчённой, открытой люльке, поднимаемой тросом с помощью электролебёдки. При этом ни одна из внестудийных передач не отменялась ни в сильный мороз, ни в ветер или дождь. Кроме того, специфика использованного 3-сантиметрового диапазона частот требовала очень точной ориентировки и весьма жёсткого закрепления приёмных и передающих антенн (ширина диаграммы направленности около трёх градусов). Выбор диапазона 3 см не был оптимальным и с точки зрения распространения радиоволн в зависимости от погодных условий. Так, в летний период во время футбольных трансляций были случаи почти полного пропадания канала связи из-за проливных дождей. Не предусматривалась передача звукового сопровождения (передавалось только видеоизображение). Звуковые программы создавались на трансляционных пунктах театрально-зрелищных предприятий с передачей по сети радиовещания на МТЦ, а из других мест — формированием звуковой программы на собственной звуковой портативной установке с передачей звука на МТЦ по телефонной линии.
- отсутствие вспомогательной специализированной машины. В технологическом процессе внестудийной передачи было задействовано большое количество камерного и других типов кабелей, разного типа разборных станков для установки ТВ-камер и множество других вспомогательных приспособлений.

В последующие годы в новых ПТС использовался более всепогодный 12-сантиметровый диапазон, с передачей звука на поднесущей частоте с частотной модуляцией. На Шуховской башне было установлено много отечественных и зарубежных антенн. Позднее часть приёмных антенн стали размещать на площадках Шуховской башни на высоте 125 и 75 метров. Управление антеннами было дистанционным. После введения в эксплуатацию Останкинской телебашни приём осуществлялся только на её антенны, которые были установлены на балконах на высоте 253, 257 и 263 метра.

### Первые серийные отечественные ПТС на суперортиконах (ПТС-52)
До 1955 года ПТС-МТЦ была единственным техническим передвижным комплексом, который обеспечивал проведение внестудийных ТВ-передач в Москве. За этот период проведены сотни внестудийных трансляций. Среди них общественно-политические мероприятия, международные футбольные соревнования, спектакли Большого и Малого театров, цирковые программы, встречи международных политических деятелей на аэродромах и многое другое. Кроме того, ПТС-МТЦ принимала участие во многих экспериментах по использованию ТВ в промышленности и медицине. Эти опыты, по существу, положили начало прикладному ТВ.
За время эксплуатации ПТС-МТЦ был приобретён опыт не только работниками станции, но и разработчиками первой отечественной ПТС (ПТС-52). В ПТС-52 были учтены сильные и слабые стороны многих схемных и конструкторских особенностей ПТС-МТЦ, которая была использована как прототип для разработки последующих отечественных промышленных образцов ПТС.
В аппаратуру ПТС-52 разработчиками было внесено много новшеств, таких
как:
- блочная (на разъёмах) конструкция всех звеньев ПТС, чего не было в ПТС-МТЦ. Это нововведение было особенно полезным при оперативном ремонте ТВ-камер во время спектаклей, когда в зале темно и соблюдается тишина;
- более широкий набор объективов, среди которых были первые опытные образцы светосильных и коротких по длине длиннофокусных («ломаных») объективов с фокусными расстояниями 750 и 1000 мм;
- видеомикшер;
- пульт звукорежиссёра предусматривал работу до шести микрофонов или пяти микрофонов плюс магнитофон;
- РРЛ ПТС работала в 12-сантиметровом диапазоне (практически всепогодная по условиям распространения радиоволн) с передачей звука на отдельной частоте (несущая для передачи видео – 2500 МГц, несущая для передачи звука – 2550 МГц). Модуляция – частотная. Передача обеих несущих осуществлялась через одну, общую параболическую антенну диаметром 1,5 м с двойной поляризацией. Дальность действия – 20 км. Три верхних приемника с параболическими антеннами, установленными на платформах с дистанционной ориентировкой антенн на объект передачи из помещения радиорелейной приемной аппаратной (РПА), были смонтированы на башне Шухова (на отметке 125 м в вершинах равностороннего треугольника). Это обеспечивало прием сигналов ПТС с любого направления одновременно на два канала. Очень полезным в указанной РРЛ было дистанционное управление приемными антеннами из аппаратной, что существенно сокращало время развертывания и готовность ПТС к передаче. В создании первой отечественной РРЛ, изготовленной полностью на отечественных узлах и деталях, принимало участие много специалистов ВНИИТ, среди которых были к. т. н. В. И. Богомолов, Н. Ю. Баймаков, П. Е. Чернов;
- наличие вспомогательной машины ПТС в автобусе типа ЗИЛ-155. Большую часть автобуса (примерно 2/3) составлял отсек для транспортировки кабелей, намотанных на барабаны, с возможностью намотки и размотки без выноса барабанов из машины. Небольшая часть кабелей была намотана на выносные барабаны. В этом отсеке перевозилось и другое вспомогательное оборудование ПТС. Во втором, малом отсеке размещалось звуковое оборудование ПТС и ящики для транспортировки и переноски ТВ-камер, оптики и радиопередатчиков РРЛ. Звуковая аппаратура могла работать как в автобусе, так и при выносе на место события. Параболические антенны обычно перевозились на крыше вспомогательной машины.

Однако, оборудование ПТС-52 в целом было довольно громоздким, имело низкую надёжность и потребляло большую мощность. Камерный кабель (с виниловым покрытием) имел недостаточную эластичность при зимних температурах.
Серийные ПТС-52 стали выпускаться на ленинградском заводе «Волна». Первые образцы поступили в ЛТЦ и МТЦ в 1955 году. В Москве окончательную приёмку в эксплуатацию проводили на Красной площади в канун первой праздничной трансляции парада и демонстрации 1 мая 1956 года. Трансляцию торжеств с Красной площади проводили двумя ПТС, одна из которых была ПТС-52. Ответственным представителем ВНИИТ при сдаче ПТС-52 был ведущий конструктор В. А. Давлианидзе – один из самых активных создателей различного класса внестудийной техники.

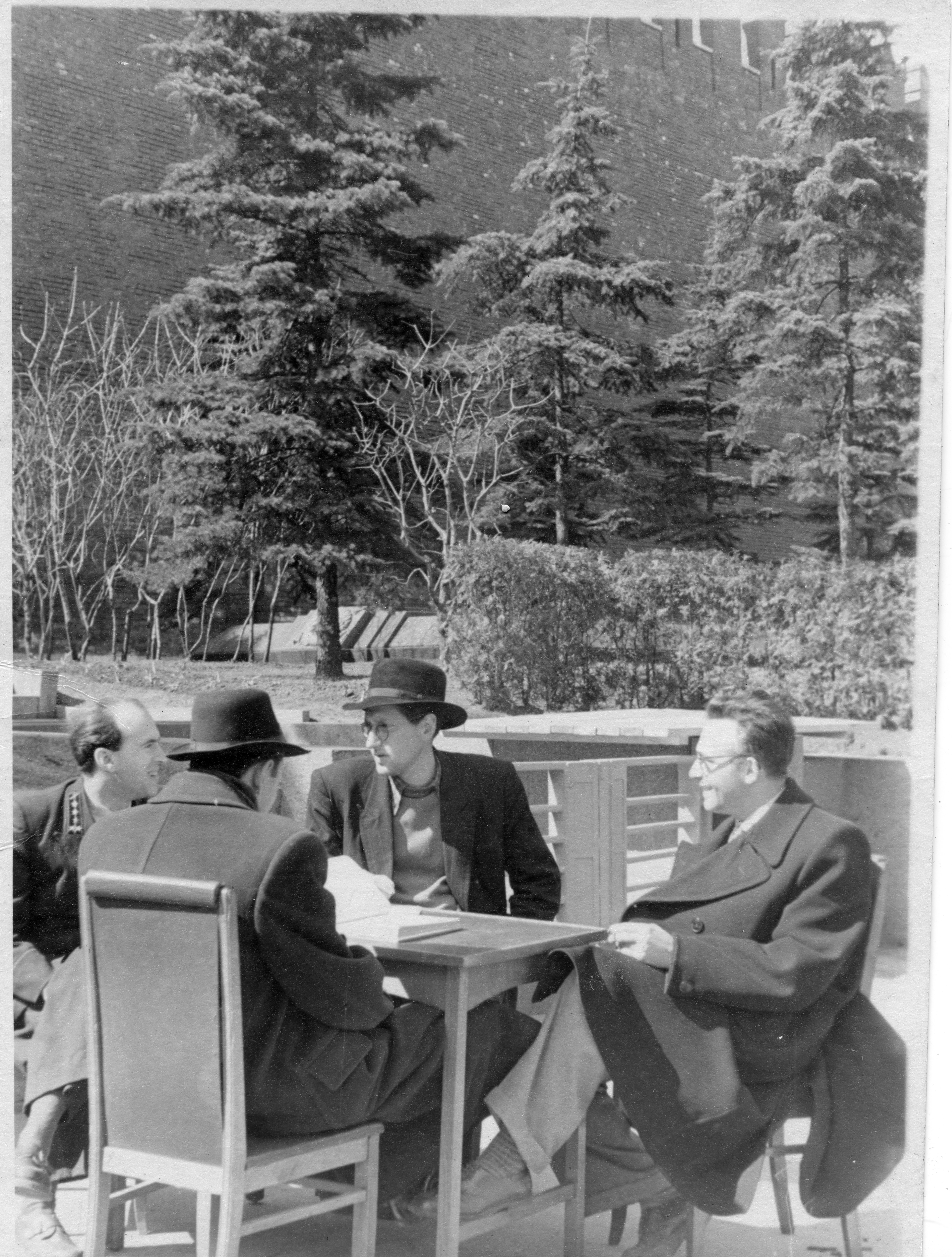
Конец апреля 1956 года. Заседание на Красной Площади приёмной комиссии ПТС-52 разработки НИИ-380 (после распада СССР именуется НИИТ) перед первой в истории ТВ трансляцией с Красной Площади военного парада и демонстрации трудящихся 1 Мая (справа налево): председатель приёмной комиссии начальник отдела ТВ Минсвязи М. И. Кривошеев, ведущий специалист НИИ-380 В. А. Давлианидзе, главный инженер МТЦ А. М. Варбанский, начальник ПТС МТЦ Л. С. Лейтес.

С 1954 года, после разработки в ленинградском НИИ-380 (позже — Всесоюзный научно-исследовательский институт телевидения) опытного образца отечественной ПТС-52 с радиолинией в диапазоне 28 см (опытный образец был отправлен в киевский телецентр), предусматривавшей передачу видео и звука с дистанционным ориентированием антенн, передвижные телевизионные станции были внедрены в серийное производство (в отличие от опытного образца, серийные ПТС-52 работали в 12-сантиметровом диапазоне) и стали распространяться по телецентрам СССР. Первая — историческая — ПТС проработала до 1963 года, а затем была передана в Московский энергетический институт и учебную студию телевидения.

### Недостатки всех типов ПТС с передающими трубками типа суперортикон
- Относительно высокий уровень шумов. На ТВ-изображении, даваемом трубкой типа суперортикон, всегда были заметны шумы, особенно на самых тёмных сценах. Более высокое отношение сигнал/шум в супериконоскопе, чем в суперортиконе, а также более крупнозернистый характер шума определяли и худшую, чем в супериконоскопе, различимость воспроизводимых градаций яркости. При хороших условиях освещения качество студийной картинки всегда было лучше, чем внестудийной.
- Послеизображение. Известно, что в суперортиконах остаточное послеизображение («пропечатывание») неподвижного оптического изображения на мишени трубки являлось в то время одним из существенных недостатков. При этом указанный дефект особо заметно проявляется после длительной эксплуатации трубок. Чаще всего «пропечатанными» изображениями (в негативе) были испытательная таблица, титровые надписи, лампы люстр и т. п. Остаточное послеизображение по окончании проекции неподвижного изображения держится достаточно долго, что определяется длительностью проекции, интенсивностью проецируемого изображения и степенью выработки ресурса работы трубки. С указанным дефектом суперортикона боролись всевозможными способами: более тщательно стали следить за тепловым режимом, поскольку наиболее сильно «пропечатывание» наблюдалось в «холодных» трубках; предельно сокращали время настройки трубок по испытательной таблице. Эффективным, хотя и весьма примитивным оказался способ, когда телеоператоры, работающие на показе общего плана сцены, давали медленное и в очень небольших пределах панорамирование камер в паузах их включения в эфир.
- Трудности показа тёмных сцен спектаклей. Известно, что нет практически ни одного спектакля, где не было бы тёмных сцен, когда освещенность даже для суперортиконов оказывалась недопустимо низкой. Какие виделись в то время решения этой проблемы: 
  - проведение специальных трактовых репетиций с привлечением шеф-осветителя театра для выявления возможности увеличения уровня освещённости наиболее тёмных сцен без ущерба восприятия зрителем театра художественного оформления спектакля;
  - внедрение в практику так называемых откупных спектаклей, когда спектакль проводился только для ТВ при освещённости тёмных сцен на уровне достаточно хорошего ТВ-показа. При этом в зрительный зал приходили зрители по бесплатным билетам. Преимуществом таких «откупных» спектаклей было еще и то, что расстановка ТВ-камер проводилась более удачно с точки зрения показа, и при этом можно было не учитывать того, что приглашённым зрителям мешала ТВ-камера с телеоператором на специальном станке или площадке;

Попыткой решения трудностей показа тёмных сцен было применение инфракрасной подсветки. Чувствительность суперортиконов типа 2Р23 и первых отечественных трубок типа ЛИ-13 в области инфракрасной части спектра одно время вселяла надежду на успешное применение инфракрасной подсветки для показа по ТВ самых тёмных сцен спектаклей. Первые опыты по использованию инфракрасной подсветки проводились в Москве в начале 50-х годов при телепередачах спектаклей из Большого театра. При этом действительно самые тёмные сцены спектакля стали воспроизводиться с более высоким качеством без нарушения световой партитуры и художественного восприятия тёмных сцен зрителями в зале. Однако, такая невидимая подсветка может выявить нежелательный показ отдельных элементов художественно-декоративного оформления тёмных сцен спектаклей и тем самым «разоблачить» отдельные способы и приемы «кухни» декораторов, которые зрителям в зале должны быть незаметны. Накопив некоторый опыт применения инфракрасной подсветки, в МТЦ довольно быстро поняли нецелесообразность и неперспективность использования невидимой подсветки тёмных сцен. Основанием к тому, кроме опыта проведения таких трансляций, было также сравнение качества черно-белого ТВ-изображения, получаемого трубками 2Р23, ЛИ-13 и появившимися тогда новыми американскими трубками типа 5820 фирмы RCA и английскими Р807 фирмы EEV Co. Сравнение было явно в пользу зарубежных трубок. ТВ-изображение было сочным (контрастным), губы актера тёмными, а не серыми или даже белёсыми при трубках типа 2Р23 и ЛИ-13. В конечном итоге от использования суперортиконов с чувствительностью в инфракрасной части спектра отказались, а телезрителей перед началом трансляции предупреждали: «Из-за низкой освещённости сцен возможны затемнённые кадры».

### Полустационарные и стационарные телевизионные трансляционные пункты
Опыт эксплуатации московской ПТС выявил целесообразность организации полустационарных телевизионных трансляционных пунктов (ПСТТП) в местах, откуда часто проводились передачи, с целью ускорения и облегчения развертывания ПТС. К тому же временная прокладка кабелей в зале мешает зрителям, неизбежно пачкает полы, двери и т. п. 
В состав ПСТТП входили: площадка с антеннами РРЛ на крыше здания; камерные кабели, проложенные к типовым точкам расстановки ТВ-камер в зале; кабели к радиопередатчикам; линии звуковой частоты к аппаратной звукового транспункта; линии связи. Указанные кабели для подключения к ПТС заведены на специальный
кабельный щит в помещении СТТП. В этом помещении находится и силовой щит для электропитания ПТС. Аналогичные ПСТТП стали создаваться и в Ленинграде. Со временем эффективность ПСТТП в Москве снизилась, поскольку парк ПТС стал возрастать за счет поступления в основном импортных ПТС, каждая из которых имела свой тип камерного кабеля, а РРЛ-оборудование использовало другой тип антенн и соединительного кабеля «передатчик – блок управления передатчиком».
В 1960г в МТЦ под руководством Л.С. Лейтеса был создан отдел ПТС, в который помимо более современных ПТС, также входили стационарные телевизионные трансляционные пункты (СТТП), автомобильные и ранцевые репортажные телевизионные установки для журналистов (так называемые ТЖК). СТТП находились: на стадионе в Лужниках, в Кремлёвском Дворце Съездов и Телетеатре (бывший театр им. Моссовета), а также в жилом доме вблизи Большого Театра для проведения передач как из самого Большого Театра, так и из Колонного Зала Дома Союзов, МХАТ и некоторых других близлежащих театров. Сигналы из СТТП передавались на телецентр по кабельным линиям. 
Все СТТП были впоследствии демонтированы из-за низкой эффективности их использования.
Всё изложенное относится к периоду становления внестудийного ТВ-вещания в СССР. В последующие годы в стране продолжалось стремительное развитие техники для внестудийного ТВ-вещания и оснащение ею всех крупнейших телецентров страны.

## Разновидности
В зависимости от назначения существуют передвижные телевизионные станции, созданные на базе различных транспортных средств. На базе микроавтобуса или автофургона строятся станции для ведения репортажных передач. Такая станция позволяет вести передачу на одну-две камеры, обладает высокой мобильностью и возможностью передачи сразу по прибытии на место. Также важным условием является высокая проходимость, для чего используются полноприводные шасси.
Более сложные телевизионные станции строятся на основе полноразмерных автобусов и грузовых автомобилей (В Советском Союзе они собирались на базе автомобилей КамАЗ). Они позволяют развернуть на месте съёмок полноценную телестудию с возможностью не только микшировать сигнал от нескольких камер (до десяти и более), но и осуществлять нелинейный монтаж, наложение титров и видеовставок. Такие передвижные телестанции позволяют перевозить к месту съёмок более сложную крупногабаритную аппаратуру, в том числе краны и тележки. В таких станциях имеется несколько отсеков: отдельные помещения для видеорежиссёра, звукорежиссёра, оператора видеозаписи, цветоустановщиков и т. д.
Изначально существовали два вида передвижных станций: передающие и записывающие. Первые позволяли вести передачи в прямом эфире, но радиус их действия ограничивался возможностями передающей аппаратуры, в то время как в записывающие вместо передающей аппаратуры устанавливался видеомагнитофон. По мере совершенствования аппаратуры передачи и миниатюризации записывающих устройств их функции были совмещены.
Передвижные телевизионные станции оборудуются не только на основе автомобильного транспорта. Для съёмок с воздуха телевизионными установками оборудуются вертолёты и дирижабли. При необходимости телевизионная студия может быть развёрнута и на других транспортных средствах, например на морских или речных судах. Для передачи сигнала могут использоваться спутники.